# Curia Julia
Curia Julia (Latin: Curia Iulia) er det tredje navngivne curia – eller senatshus – i antikkens Rom. Det blev bygget i 44 f.Kr., efter Julius Cæsar erstattede Faustus Cornelius Sullas rekonstruerede Curia Cornelia, som tidligere havde erstattet Curia Hostilia. Cæsar gjorde det for at forny pladsen inden for comitium og Forum Romanum. Ændringerne i comitium reducerede Senatets fremtræden og ryddede den oprindelige plads. Arbejdet blev dog afbrudt som følge af mordet på Julius Cæsar ved Pompejus' Curia i Pompejus Teater, hvor Senatet havde afholdt møder midlertidigt, mens arbejdet på Curia Julia pågik. Projektet blev til sidst afsluttet af Cæsars efterfølger, Augustus Cæsar, i 29 f.Kr.
Curia Julia er en af en håndfuld romerske strukturer, der er overlevet stort set intakt. Dette skyldes dens omdannelse til basilikaen Sant'Adriano al Foro i det 7. århundrede og flere efterfølgende restaureringer. Taget, sidevæggenes øvre forhøjninger og bagfacaden er dog moderne og stammer fra ombygningen af den indviede kirke i 1930'erne.

## Historie
Der var mange curiae i løbet af den romerske historie, hvoraf mange af dem eksisterede på samme tid. Curia betyder blot "mødehus". Mens Senatet mødtes regelmæssigt i den curia, som lå inden for pladsen for comitium, var der mange andre strukturer, der var designet til, at Senatet kunne mødes, når behovet opstod. For eksempel når man skulle mødes med en person, der ikke havde lov til at komme ind i Senatets hellige curiae.
Curia Julia var den tredje navngivne curia inden for comitium. Hver af disse strukturer blev genopbygget flere gange, men stammer alle oprindeligt fra et etruskisk tempel, bygget for at ære Sabiner-konfliktens våbenhvile. Da dette originale tempel blev ødelagt, genopbyggede Tullus Hostilius det og gav det sit navn (Curia Hostilia). Det varede i nogle hundrede år, indtil denne curia blev ødelagt af en brand fra en improviserede kremering af Publius Clodius Pulcher. En ny struktur (Curia Cornelia) blev dedikeret til dens finansielle velgører, Faustus Cornelius Sulla.
Strukturen, som i dag findes i Forum Romanum, er den anden bygning af Cæsars curia. Fra 81 til 96 blev Curia Julia restaureret under Domitian. I 283 blev bygningen dog stærkt beskadiget af en brand på kejser Carinus' tid. Efterfølgende, fra 284 til 305, blev Curia Julia derfor genopbygget af Diocletian. Det er resterne af Diocletians bygning, der findes i Forum Romanum i dag. I 412 blev Curia Julia restaureret på ny – denne gang af praefectus praetorio Annius Eucharius Epiphanius.
Den 10. juli 1923 erhvervede den italienske regering sig Curia Julia og det tilstødende kloster af S. Adriano-kirken fra Collegio di Spagna for cirka 16.000 pund.

## Beskrivelse
Curia Julias ydre har en facade af murstensbeklædt beton med et stort støtteben i hvert hjørne. Den nederste del af frontvæggen var dekoreret med marmorplader. Den øverste del var dækket med stukimitation af hvide marmorblokke. En enkelt trappe fører op til bronzedørene. De nuværende bronzedøre er moderne replikaer. De originale bronzedøre blev overført til Laterankirken af pave Alexander VII i 1660.
En mønt blev fundet inden for dørene under deres overførsel. Det gjorde det muligt for arkæologer at datere reparationer foretaget på Senatshuset og tilføjelsen af bronzedørene til kejser Domitians regeringstid (81-96 e.Kr.). Senatshusets oprindelige udseende er kendt fra en denar af kejser Augustus fra 28 f.Kr., som viser verandaen holdt oppe af søjler på bygningens frontvæg.
Interiøret i Curia Julia er ret nøgternt. Hallen er 25,20 m lang og 17,61 m bred. Der er tre brede trin, der kunne have plads til fem rækker stole eller i alt omkring 300 senatorer. Væggene er afdæmpede, men var oprindeligt beklædt med marmor to tredjedele op da vægen. De to hovedtræk i Curia Julias interiør er dens Sejrsalter og dets slående gulv.
For enden af hallen fandtes "Sejrsalteret". Den bestod af en statue af Victoria, personificeringen af sejren, stående på en globus, forlængelse af en krans. Alteret blev placeret i Curia af Augustus for at fejre Roms militære dygtighed, mere specifikt hans egen sejr i forbindelse med Slaget ved Actium, i 31 f.Kr. Alteret blev fjernet i 384 e.Kr., som en del af en generel modreaktion mod de hedenske traditioner i det antikke Rom efter kristendommens fremkomst.
Det andet hovedtræk ved Curias interiør, gulvet, står i kontrast til bygningens farveløse ydre. På gulvet er den romerske kunstteknik opus sectile, hvor materialer skæres og indlægges i vægge og gulve for at skabe billeder af mønstre. Det er beskrevet af Claridge som "stiliserede rosetter i kvadrater, der veksler med modsatte par af sammenflettede overflødighedshorn i rektangler, alle udført i grøn og rød porfyr på baggrunde af numidisk gul og frygisk lilla".

## Betydning
I sin Res Gestae Divi Augusti skriver Augustus om projektet: "Jeg byggede Senatshuset... med statens magt fuldstændig i mine hænder ved universel samtykke, slukkede jeg borgerkrigens flammer, og opgav derefter min kontrol, og overførte republikken tilbage til Senatets og det romerske folks autoritet. For denne tjeneste blev jeg ved dekret fra Senatet udnævnt Augustus". Faktisk var magtafgivelsen mere sand i ord end i handling; opførelsen af Curia Julia faldt sammen med afslutningen på det republikanske Rom.
Tidligere var Curia Hostilia og comitium "orienteret efter kompassets kardinalpunkter, hvilket kan have markeret dem som et særligt indviede rum og i hvert fald sat dem skråt fra Forum-rektangel, der blev dannet gennem århundreder". For at bryde med traditionen blev Curia Julia omorienteret af Julius Cæsar "på mere 'rationelle' linjer, hvorved den blev rettet ind efter Forummets rektangulære linjer og endnu tættere efter hans nye forum, hvor det nye Senatshus dannede et arkitektonisk vedhæng, der var mere i overensstemmelse med Senatets voksende underordning". Senatets reducerede magt under den kejserlige periode afspejles af Curia Julias mindre fremtrædende placering og orientering.
Alligevel havde de to bygninger ligheder. Både Curia Hostilias Tabula Valeria og Curia Julias Sejrsalter i Curia Julia vidner om Roms militærs vedvarende overherredømme, på trods af Senatets reducerede rolle.

## Galleri
- Curia Julia i Forum Romanum
- Indefra den restaurerede Curia Julia (2006)
- Den 17. februar 2012. Udsigt over Forum Romanum
- Den 13. november 2013. Udsigt over Curia Julia

## Eksterne links
- Rekonstruktion af Curia Julia
- Livius.org: Curia Julia Arkiveret 2015-12-19 hos  Wayback Machine